# Червеноивичеста жаба
Червеноивичестите жаби (Phrynomantis bifasciatus) са вид земноводни от семейство Тесноусти жаби (Microhylidae).
Срещат се в голяма част от Южна Африка.
Таксонът е описан за пръв път от шотландския лекар Андрю Смит през 1847 година.